# 미나세촌
미나세촌(皆瀬村) 아키타현 오가치군에 존재했던 촌이다. 2005년 3월 22일, 유자와 시 및 오가쓰 군 오가쓰 정·이나가와 정과 합병해 새로운 유자와 시의 일부가 되었기 때문에 폐지되었다.

## 역사
- 1889년 4월 1일 - 정촌제 시행과 함께 가와무코 촌, 하타케토 촌의 구역으로 구성하여 성립하였다.
- 2005년 3월 22일 - 유자와시, 이나가와정, 오가치정과 합병해 새로운 유자와시가 성립하였다. 이날부터 미나세촌은 폐지하였다.

## 교통
철도
- 동일본 여객철도 오우 본선 (마을 내를 철도 노선은 다니지 않는다.철도를 이용하는 경우는 JR 동일본 오우 본선 유자와 역이 가장 가깝다.)

- 일반 국도
- 국도 398호선